# Плотникова, Елена Александровна
Еле́на Алекса́ндровна Пло́тникова (Шумко́ва) — российская оперная певица, солистка Пермского академического театра оперы и балета имени Петра Ильича Чайковского. Голос — колоратурное сопрано.

## Биография
Елена Шумкова родилась в Перми 8 декабря 1971 года. В 1987 году поступила в Пермское музыкально-педагогическое училище № 2 и окончила его в 1991 году с отличием. В 1991 году поступила в Пермский государственный педагогический университет на факультет музыки. В 1992—1993 годах работала в школе № 7 учителем музыки. Окончив ПГПУ, в 1995 году поступила на II курс факультета искусств Пермского государственного института искусств и культуры. В 1997 году принимала участие в XVII Международном конкурсе вокалистов имени М. И. Глинки в Самаре.
В составе труппы Пермского академического театра оперы театра оперы и балета выступала на гастролях в Швейцарии и Германии, в 2005 году — в Мариинском театре (Санкт-Петербург) в партии Оберто («Альцина»).

## Достижения
- Лауреат областного театрального фестиваля «Волшебная кулиса» (2000 год);
- Лауреат фестиваля камерной музыки «Пермский меломан» (2001 год);
- Лауреат премии имени А. П. Немтина за достижения в сфере культуры и искусства (2003 год);
- Лауреат международного конкурса имени И. Юрьевой (Таллин, 2004 год).[2]

## Репертуар
- Сергей Баневич «Снежная королева» — Герда;
- В. Губаренко, «Нежность» («Письма Любви»);
- Б. Кравченко, «Ай да Балда» — Алёнушка, Попёнок;
- М. Мусоргский, «Борис Годунов» — Ксения;
- Н. Римский-Корсаков, «Снегурочка» — Снегурочка;
- Р. Щедрин, «Лолита» — Лолита;
- Ж. Бизе, «Кармен» — Фраскита;
- Г. Ф. Гендель, «Альцина» — Оберто;
- А. Дворжак, «По имени Русалочка» (по опере «Русалочка») — Лесовичка;
- Г. Доницетти, «Дон Паскуале» — Норина;
- Г. Доницетти, «Эликсир любви» — Аддина;
- В.-А. Моцарт, «Свадьба Фигаро» — Сюзанна;
- Дж. Россини, «Севильский цирюльник» — Розина;
- и др.

## Внешние ссылки
- Ольга Розанова. От барокко до неоклассицизма. — Петербургский театральный журнал, № 36, 2004.

web-архивы
- Вальса звук прелестный — Звезда-online, 22 июля 2005 года